# Pseudometachilo faunellus
Pseudometachilo faunellus là một loài bướm đêm trong họ Crambidae.